# Valea Sasului
Valea Sasului – wieś w Rumunii, w okręgu Alba, w gminie Șona. W 2011 roku liczyła 10 mieszkańców.